# St. Peter und Paul (Holdorf)

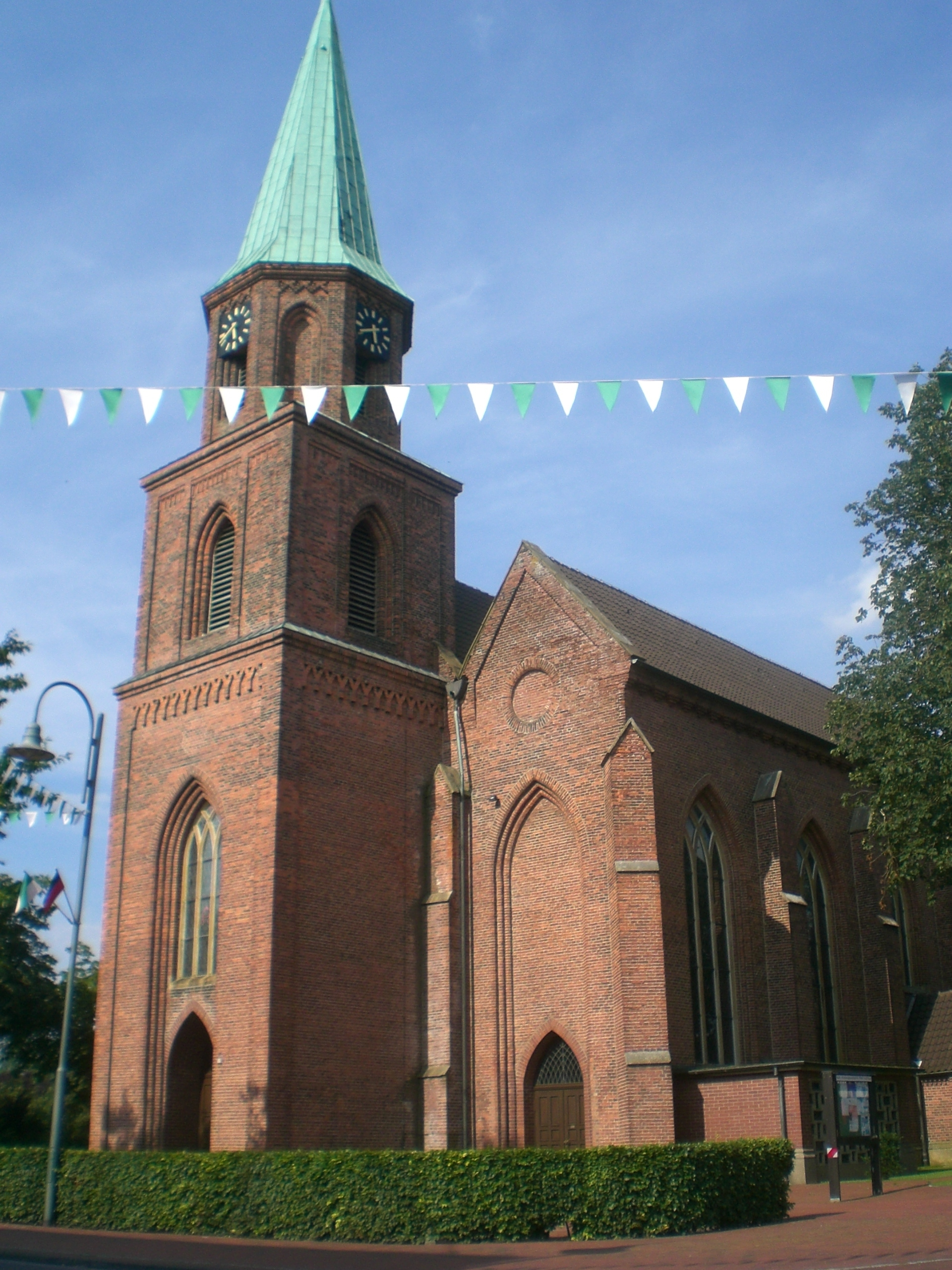
St. Peter und Paul in Holdorf

St. Peter und Paul ist die Kirche der katholischen Pfarrgemeinde St. Peter und Paul in Holdorf.

## Geschichte
Auf Initiative des Pfarrers Ortmann von Damme wurde 1736 eine Fachwerkkapelle mit Glockenturm auf dem Chorende gebaut, die am 19. Dezember 1737 den Aposteln St. Peter und Paul geweiht wurde. Die Holdorfer Pfarrei zählte einschließlich der Ortschaften Handorf, Grandorf, Fladderlohausen und Ihorst bald 1.800 Gläubige, was zur Folge hatte, dass 1852 der Bau einer größeren Kirche beschlossen wurde, die 1858 durch Hilger Hertel den Älteren errichtet und am 18. November 1858 geweiht wurde.

## Baubeschreibung
St. Peter und Paul ist eine dreischiffige Hallenkirche aus Backstein im Stil der Neugotik. An der Westseite befindet sich ein schlanker Turm, an der Ostseite ein polygonaler Chor.

## Ausstattung
Der Korpus am Kreuz über dem Altar wurde im 16. Jahrhundert von einem Künstler aus Osnabrück geschaffen und während Renovierungsarbeiten wiederentdeckt. Der Hochaltar wurde 1882 gefertigt und stammt aus der Kirche St. Peter in Oldenburg.
Die Orgel wurde 1969 von dem Orgelbauer Alfred Führer (Wilhelmshaven) erbaut. Das Schleifladen-Instrument stand zunächst im linken Seitenschiff und wurde 2012 auf die neue Westempore umgesetzt. Das Instrument hat 18 Register auf zwei Manualwerken und Pedal. Die Spiel- und Registertrakturen sind mechanisch.
| I Hauptwerk C–g3 |       |
| Prinzipal        | 8′    |
| Rohrflöte        | 8′    |
| Oktave           | 4′    |
| Gedacktflöte     | 4′    |
| Gemshorn         | 2′    |
| Mixur IV         | 1 ⁄3′ |
| Trompete         | \0 8′ |

| II Brustwerk C–g3 |       |
| Gedackt           | 8′    |
| Blockflöte        | 4′    |
| Prinzipal         | 2′    |
| Quinte            | 1 ⁄3′ |
| Zimbel III        | 1⁄2′  |
| Dulcian           | 8′    |
| Tremulant         |       |

| Pedal C–f1 |     |
| Subbass    | 16′ |
| Oktave     | 8′  |
| Pommer     | 8′  |
| Choralbass | 4′  |
| Fagott     | 16′ |

- Koppeln: II/I, I/P, II/P.